# 斯拉夫涅 (多林斯卡區)
48°0′2″N 32°52′46″E / 48.00056°N 32.87944°E
斯拉夫涅（烏克蘭語：Славне），是烏克蘭中部的村莊，隸屬基洛夫格勒州的克羅皮夫尼茨基區。該村始建於1901年，面積0.33平方公里，海拔高度144米，2001年人口171，人口密度每平方公里512人。